# نيمولي
نيمولي (بالإيطالية: Nemoli)‏ هي بلدية في مقاطعة بوتنسا في إقليم بازيليكاتا الإيطالي.

## السكان
في سنة 1861 بلغ عدد السكان 981 نسمة، وتطور العدد ليصل في سنة 2011 لـ 1٬512 نسمة.
يظهر هذا المخطط البياني تطور النمو السكاني لـ نيمولي